# Sluiter (optiek)
Een sluiter zorgt samen met het diafragma voor de belichting van filmmateriaal in een fotocamera. Door een kortere of een langere sluitertijd te gebruiken wordt een film (of tegenwoordig een CCD-chip) respectievelijk korter, dan wel langer aan het licht blootgesteld (belicht). Hierdoor wordt het latente beeld in de film geactiveerd. In de analoge fotografie wordt dit beeld pas later daadwerkelijk een beeld wanneer het wordt ontwikkeld. Bij dit ontwikkelproces wordt het beeld niet alleen ontwikkeld maar ook gefixeerd, zodat het niet meer wordt beïnvloed wanneer het wederom aan het licht wordt blootgesteld.

## Sluitertijd

Invloed van sluitertijd op bewegingsonscherpte

De tijd die de sluiter openstaat om het lichtgevoelige materiaal aan het licht bloot te stellen wordt sluitertijd genoemd. Wanneer er sprake is van een korte belichting spreekt men van een snelle sluitertijd, bijvoorbeeld een duizendste van een seconde (1/1000).

## Soorten sluiters
Er bestaan onder meer spleetsluiters en centraalsluiters. Bij de spleetsluiter valt een verdere onderverdeling te maken in de verticaal respectievelijk de horizontaal aflopende sluiters.
Sluiters kunnen onder meer gemaakt zijn van rubberdoek of titanium. Rubber is langzamer dan titanium maar daarentegen wat minder kwetsbaar voor storingen.